# Lijst van schaatsmarathonrijders 2024/2025
Dit is een lijst van de schaatsmarathonrijders in het Marathonschaatsen seizoen 2024/2025.

## Top-divisie mannen[1]
| Nr. | Rijder               | Nationaliteit | Ploeg                             |
| --- | -------------------- | ------------- | --------------------------------- |
| 2   | Jan Hamers           | Nederland     | Hamco / Motorama                  |
| 4   | Chiel Smit           | Nederland     | Team Essent                       |
| 5   | Ruben Marinus        | Nederland     | Hamco / Motorama                  |
| 8   | Koen de Best         | Nederland     | Port of Amsterdam / SKITS         |
| 9   | Klaas Poortinga      | Nederland     | Sprog                             |
| 11  | Luuk Loohuis         | Nederland     | Port of Amsterdam / SKITS         |
| 12  | Daan Gelling         | Nederland     | Royal A-ware                      |
| 13  | Jorrit Bergsma       | Nederland     | Royal A-ware                      |
| 14  | Jorian ten Cate      | Nederland     | OKAY/Interfarms                   |
| 15  | Jordy van Workum     | Nederland     | Team Reggeborgh                   |
| 16  | Jan-Willem Broos     | Nederland     | Port of Amsterdam / SKITS         |
| 17  | Rémon Vos            | Nederland     | Hamco / Motorama                  |
| 18  | Roel Boek            | Nederland     | OKAY/Interfarms                   |
| 21  | Evert Hoolwerf       | Nederland     | Team Reggeborgh                   |
| 22  | Wisse Slendebroek    | Nederland     | Royal A-ware                      |
| 23  | Miguel Bravo         | Portugal      | A6.nl / KMC                       |
| 26  | Bart Hoolwerf        | Nederland     | Team Reggeborgh                   |
| 30  | Hylke de Boer        | Nederland     | Sprog                             |
| 31  | Lars Woelders        | Nederland     | Sprog                             |
| 34  | Ronald Haasjes       | Nederland     | Bouwselect / De Haan Westerhoff   |
| 37  | Wabe de Rooij        | Nederland     | VGR Sport / Galesloot constructie |
| 39  | Bart Swings          | België        | OKAY/Interfarms                   |
| 43  | Jesse Vollaard       | Nederland     | A6.nl / KMC                       |
| 44  | Mats Stoltenborg     | Nederland     | Team Essent                       |
| 45  | Harm Visser          | Nederland     | Team Essent                       |
| 48  | Robert Post          | Nederland     | Team Essent                       |
| 49  | Homme Jan de Groot   | Nederland     | Team Essent                       |
| 50  | Niels Immerzeel      | Nederland     | VGR Sport / Galesloot constructie |
| 51  | Tjerk de Boer        | Nederland     | Royal A-ware                      |
| 53  | Jeroen Janissen      | Nederland     | OKAY/Interfarms                   |
| 54  | Ronald Kruijer       | Nederland     | Bouwselect / De Haan Westerhoff   |
| 55  | Bart Mol             | Nederland     | A6.nl / KMC                       |
| 56  | Joram Verkerk        | Nederland     | VGR Sport / Galesloot constructie |
| 60  | Yves Vergeer         | Nederland     | OKAY/Interfarms                   |
| 61  | Maikel Stam          | Nederland     | VGR Sport / Galesloot constructie |
| 62  | Ivo de la Porte      | Nederland     | Sprog                             |
| 63  | Ruben Ligtenberg     | Nederland     | Sprog                             |
| 66  | Jordy Harink         | Nederland     | Royal A-ware                      |
| 67  | Giovanni Trébouta    | Frankrijk     | A6.nl / KMC                       |
| 69  | Bart Vreugdenhil     | Nederland     | Port of Amsterdam / SKITS         |
| 70  | Niels Overvoorde     | Nederland     | Bouwselect / De Haan Westerhoff   |
| 72  | Axel Koopman         | Nederland     | VGR Sport / Galesloot constructie |
| 74  | Sjinkie Knegt        | Nederland     | A6.nl / KMC                       |
| 76  | Casper de Gier       | Nederland     | Team Reggeborgh                   |
| 80  | Christiaan Haasjes   | Nederland     | Bouwselect / De Haan Westerhoff   |
| 82  | Sjoerd den Hertog    | Nederland     | Royal A-ware                      |
| 83  | Douwe Boonstra       | Nederland     | Port of Amsterdam / SKITS         |
| 87  | Luc ter Haar         | Nederland     | Bouwselect / De Haan Westerhoff   |
| 88  | Crispijn Ariëns      | Nederland     | Team Reggeborgh                   |
| 90  | Christiaan Hoekstra  | Nederland     | Hamco / Motorama                  |
| 92  | Gary Hekman          | Nederland     | Team Reggeborgh                   |
| 95  | Stefan Wolffenbuttel | Nederland     | OKAY/Interfarms                   |
| 96  | Peter Michael        | Nieuw-Zeeland | A6.nl / KMC                       |

## Top-divisie vrouwen[2]
| Nr. | Rijder                    | Nationaliteit | Ploeg                                        |
| --- | ------------------------- | ------------- | -------------------------------------------- |
| 1   | Marijke Groenewoud        | Nederland     | Team Albert Heijn Zaanlander                 |
| 3   | Veerle van Koppen         | Nederland     | Puur ICT-BTZ                                 |
| 5   | Carla Ketellapper-Zielman | Nederland     | A6.nl / KMC                                  |
| 6   | Janne Berkhout            | Nederland     | Turner                                       |
| 7   | Lisan van der Linde       | Nederland     | Victron Energy                               |
| 9   | Esmée Brommer             | Nederland     | Wokke Vastgoed                               |
| 10  | Laura van Ramshorst       | Nederland     | TZN                                          |
| 11  | Pien van den Bos          | Nederland     | Wokke Vastgoed                               |
| 12  | Evi Gelling               | Nederland     | Turner                                       |
| 13  | Sanne van Heel            | Nederland     | Skadi / P&G Safety / Mark Bouman Grondwerken |
| 14  | Sofia Schilder            | Nederland     | Wokke Vastgoed                               |
| 15  | Arianna Pruisscher        | Nederland     | A6.nl / KMC                                  |
| 16  | Nienke Smit               | Nederland     | OCRE                                         |
| 18  | Eline van Voorden         | Nederland     | Fortune Coffee                               |
| 20  | Yael Prenger              | Nederland     | Leontienhuis                                 |
| 22  | Sanne Oosterwijk          | Nederland     | Bouwbedrijf De Vries                         |
| 23  | Naomi van der Werf        | Nederland     | Bouwbedrijf De Vries                         |
| 26  | Sophie Kraaijeveld        | Nederland     | Turner                                       |
| 28  | Lidia Tempert             | Nederland     | Skadi / P&G Safety / Mark Bouman Grondwerken |
| 30  | Evelien Vijn              | Nederland     | Puur ICT-BTZ                                 |
| 31  | Gioya Lancee              | Nederland     | Puur ICT-BTZ                                 |
| 33  | Amber Siegers             | Nederland     | Skadi / P&G Safety / Mark Bouman Grondwerken |
| 36  | Eline Jansen              | Nederland     | TZN                                          |
| 41  | Luna Jonkers              | Nederland     | Skadi / P&G Safety / Mark Bouman Grondwerken |
| 43  | Reina Anema               | Nederland     | Bouwbedrijf De Vries                         |
| 44  | Kaat van Steekelenburg    | Nederland     | Fortune Coffee                               |
| 45  | Bente Kerkhoff            | Nederland     | Team Albert Heijn Zaanlander                 |
| 46  | Esmee Visser              | Nederland     | Bouwbedrijf De Vries                         |
| 48  | Nikki Noordergraaf        | Nederland     | OKAY/Interfarms                              |
| 50  | Elsemieke van Maaren      | Nederland     | OKAY/Interfarms                              |
| 51  | Maaike Verweij            | Nederland     | Team Albert Heijn Zaanlander                 |
| 52  | Paula Konijn              | Nederland     | OCRE                                         |
| 54  | Eline Cox                 | Nederland     | OCRE                                         |
| 55  | Femke Mossinkoff          | Nederland     | VGR Sport / Vreugdenhil Dairy Foods          |
| 57  | Merel Conijn              | Nederland     | Team Albert Heijn Zaanlander                 |
| 59  | Heleen Docter             | Nederland     | Fortune Coffee                               |
| 61  | Tessa Snoek               | Nederland     | VGR Sport / Vreugdenhil Dairy Foods          |
| 64  | Esther Kiel               | Nederland     | Puur ICT-BTZ                                 |
| 65  | Laura Lorenzato           | Italië        | A6.nl / KMC                                  |
| 66  | Olin Verhoog              | Nederland     | OCRE                                         |
| 67  | Tjilde Bennis             | Nederland     | Turner                                       |
| 68  | Brit Qualm                | Nederland     | VGR Sport / Vreugdenhil Dairy Foods          |
| 70  | Paulien Verhaar           | Nederland     | A6.nl / KMC                                  |
| 72  | Jade Groenewoud           | Nederland     | Victron Energy                               |
| 73  | Patricia Koot             | Nederland     | Victron Energy                               |
| 76  | Claudia Oranje            | Nederland     | Leontienhuis                                 |
| 77  | Jet Fransen               | Nederland     | Wokke Vastgoed                               |
| 78  | Hilde Noppert             | Nederland     | Bouwbedrijf De Vries                         |
| 79  | Loesanne van der Geest    | Nederland     | VGR Sport / Vreugdenhil Dairy Foods          |
| 84  | Elisa Dul                 | Nederland     | Team Albert Heijn Zaanlander                 |
| 85  | Anne Tauber               | Nederland     | TZN                                          |
| 86  | Leonie Beers              | Nederland     | Leontienhuis                                 |
| 88  | Myrthe de Boer            | Nederland     | Victron Energy                               |
| 89  | Sylvia de Vries           | Nederland     | Victron Energy                               |
| 90  | Lianne van Loon           | Nederland     | OKAY/Interfarms                              |
| 92  | Kim Talsma                | Nederland     | Bouwbedrijf De Vries                         |
| 95  | Iris Mulder               | Nederland     | Fortune Coffee                               |
| 97  | Beau Wagemaker            | Nederland     | A6.nl / KMC                                  |

## Beloften mannen[3]
| Nr. | Rijder                | Nationaliteit | Ploeg                                  |
| --- | --------------------- | ------------- | -------------------------------------- |
| 1   | Melle Brouwer         | Nederland     | Ormer ICT                              |
| 2   | Axel van der Tuuk     | Nederland     | Axel van der Tuuk                      |
| 3   | Jochem Kerssies       | Nederland     |                                        |
| 4   | Tom den Heijer        | Nederland     | OKAY/Interfarms                        |
| 5   | Björn Bakker          | Nederland     | OKAY/Interfarms                        |
| 7   | Kevin van der Horst   | Nederland     | Royal A-ware                           |
| 8   | Jasper Tinga          | Nederland     | Douma Staal                            |
| 9   | Jochem Posthumus      | Nederland     | Speelman / Exclusief Vastgoedbeheer    |
| 10  | Stefan Schot          | Nederland     | Kippie / Forte Sportswear              |
| 11  | Brent Bos             | Nederland     |                                        |
| 12  | Bas Zomer             | Nederland     | Hengelose IJsclub                      |
| 13  | Mats ten Cate         | Nederland     | Speelman / Exclusief Vastgoedbeheer    |
| 14  | Stefan Potgieter      | Nederland     | Marathonploeg Alkmaar                  |
| 15  | Fred Schouwenaar      | Nederland     | Ormer ICT                              |
| 16  | Berend Bervoets       | Nederland     | Wokke Vastgoed                         |
| 17  | Sipke Sijtsema        | Nederland     | Douma Staal                            |
| 18  | Adne Koster           | Nederland     | Speelman / Exclusief Vastgoedbeheer    |
| 19  | Martijn de Boer       | Nederland     | Arktika                                |
| 20  | Joost de Jong         | Nederland     | Bouwselect / De Haan Westerhoff        |
| 21  | Rick de Ruijgt        | Nederland     | Groenehartsport.nl                     |
| 22  | Julian Kant           | Nederland     | De IJsvrienden                         |
| 23  | Jeroen van Voorden    | Nederland     |                                        |
| 24  | Ids Bouma             | Nederland     | OKAY/Interfarms                        |
| 25  | Bram Kras             | Nederland     | Wokke Vastgoed                         |
| 26  | Niek Berden           | Nederland     | Traumeel Gel                           |
| 27  | Matthijs Maas         | Nederland     | Marathonploeg Alkmaar                  |
| 28  | Simon de Smit         | Nederland     | Vector                                 |
| 29  | Isaac Immerzeel       | Nederland     | Spieren voor Spieren / Douna Machinery |
| 30  | Richard van Schie     | Nederland     | Groenehartsport.nl                     |
| 31  | Jonas van Diepen      | Nederland     | SKITS                                  |
| 32  | Ruben Verkerk         | Nederland     | Ormer ICT                              |
| 33  | Arjen van Damme       | Nederland     | Skate@sea                              |
| 34  | Friso van Vliet       | Nederland     | Attaq                                  |
| 35  | Roy Hoogendoorn       | Nederland     | Spieren voor Spieren / Douna Machinery |
| 36  | Gijs Verduijn         | Nederland     | Vision Sports / ADS                    |
| 37  | Sjoerd Kleinhuis      | Nederland     | HCH Heerenveen                         |
| 38  | Morris Witkam         | Nederland     | Vector                                 |
| 39  | Stefan Huizenga       | Nederland     |                                        |
| 40  | Stefan de Wilde       | Nederland     | HCH Heerenveen                         |
| 41  | Nino van Dijk         | Nederland     | Traumeel Gel                           |
| 42  | Marthijn Mulder       | Nederland     | Team Reggeborgh                        |
| 43  | Jelmer Koehoorn       | Nederland     | HCH Heerenveen                         |
| 45  | Joël Bom              | Nederland     | Ormer ICT                              |
| 46  | Guido Maat            | Nederland     | Kippie / Forte Sportswear              |
| 47  | Brian Smit            | Nederland     |                                        |
| 48  | Igor Baars            | Nederland     | Langhout Beton & PCO Infra             |
| 49  | Joost Schipper        | Nederland     | Groenehartsport.nl                     |
| 50  | Pieter Renze Feenstra | Nederland     |                                        |
| 51  | Bavo Coremans         | Nederland     | Stehmann Sport                         |
| 52  | Pieter-Jorn Gemser    | Nederland     |                                        |
| 53  | Menno Mudde           | Nederland     | Stehmann Sport                         |
| 54  | Chris Berkhout        | Nederland     | Team Reggeborgh                        |
| 55  | Luke Kooij            | Nederland     | Langhout Beton & PCO Infra             |
| 56  | Timon Veerman         | Nederland     | Groenehartsport.nl                     |
| 57  | Jens Klootwijk        | Nederland     | Stehmann Sport                         |
| 58  | Arie Boer             | Nederland     | Oranje brigade                         |
| 59  | Jasper van der Marel  | Nederland     | Spieren voor Spieren / Douna Machinery |
| 60  | Jort de Gans          | Nederland     | Attaq                                  |
| 61  | Menno van Eig         | Nederland     | Kippie / Forte Sportswear              |
| 62  | Joan Bloemert         | Nederland     | Arbeidsrecht de Graaf                  |
| 63  | Lasse Klaas           | Nederland     | ELKA-Install                           |
| 64  | Jurian Koolhaas       | Nederland     | Vector                                 |
| 65  | Niels Meijer          | Nederland     | Vision Sports / ADS                    |
| 66  | Ewout Beijeman        | Nederland     | Drenergie                              |
| 67  | Thomas van Westrienen | Nederland     | Marathonploeg Alkmaar                  |
| 68  | Jitse Wiersma         | Nederland     | Speelman / Exclusief Vastgoedbeheer    |
| 69  | Ruben Pekkeriet       | Nederland     | Traumeel Gel                           |
| 70  | Marien Pelleboer      | Nederland     | Vision Sports / ADS                    |
| 71  | Jans Tigelaar         | Nederland     | Giant Store Assen                      |
| 72  | Jelle Koeleman        | Nederland     | Douma Staal                            |
| 73  | Niels Teunissen       | Nederland     | Drenergie                              |
| 74  | Ruben den Hartog      | Nederland     | SKITS                                  |
| 75  | Rick Meijer           | Nederland     | Bouwselect / De Haan Westerhoff        |
| 76  | Arn Botman            | Nederland     | Wokke Vastgoed                         |
| 77  | Chris de Velde        | Nederland     | Royal A-ware                           |
| 78  | Tom Leltz             | Nederland     | Distr Agency                           |
| 79  | Mathijs van Zwieten   | Nederland     | Douma Staal                            |
| 80  | Jurrian Haasjes       | Nederland     | Arbeidsrecht de Graaf                  |
| 81  | Joël Haasjes          | Nederland     | Arbeidsrecht de Graaf                  |
| 82  | Sil Verhoog           | Nederland     | WJM evenementen-promoties BV           |
| 83  | Daan Berkhout         | Nederland     | Team Reggeborgh                        |
| 84  | Chris Brommersma      | Nederland     | Spieren voor Spieren / Douna Machinery |
| 85  | Joost Dekkers         | Nederland     | Drenergie                              |
| 86  | Pijke Steenhuis       | Nederland     | Vector                                 |
| 87  | Mitchel Zijp          | Nederland     | Kippie / Forte Sportswear              |
| 88  | Robert Wierts         | Nederland     | WHC Consultancy                        |
| 89  | Mart Nijhoff          | Nederland     | Traumeel Gel                           |
| 90  | Ruud van Egmond       | Nederland     | Fietsreparatie Uitgeest                |
| 91  | Tom Mulder            | Nederland     | Schaatsplus                            |
| 92  | Jitse Breeuwsma       | Nederland     | Giant Store Assen                      |
| 94  | Henk van der Gugten   | Nederland     | Drenergie                              |
| 95  | Ivar Immerzeel        | Nederland     | Bouwselect / De Haan Westerhoff        |
| 96  | Matthé Pronk          | Nederland     | OKAY/Interfarms                        |
| 97  | Danny Stam            | Nederland     | Stam Aanhangwagens                     |
| 98  | Quinten Meerveld      | Nederland     | Vision Sports / ADS                    |
| 99  | Twan Berlijn          | Nederland     | Wokke Vastgoed                         |
| 100 | Colin Duivenvoorden   | Nederland     |                                        |
| 101 | Jarno Schellekens     | België        | Stehmann Sport                         |
| 105 | Max van Honschoten    | Nederland     |                                        |

## Beloften vrouwen[4]
| 1  | Viviana Rodríguez Rojas | Chili     | 21Adventures.nl                              |  |  |  |  |
| 2  | Lianne van Gameren      | Nederland | Skadi / P&G Safety / Mark Bouman Grondwerken |  |  |  |  |
| 4  | Emma van der Liet       | Nederland | Bikefit Twente                               |  |  |  |  |
| 5  | Daniëlle van Zanten     | Nederland | Skadi / P&G Safety / Mark Bouman Grondwerken |  |  |  |  |
| 6  | Hilde-Marije Dijkstra   | Nederland | Forte D team                                 |  |  |  |  |
| 7  | Simone Veenstra         | Nederland |                                              |  |  |  |  |
| 8  | Deborah Veerman         | Nederland | Laudame Financials                           |  |  |  |  |
| 9  | Femke de Boer           | Nederland | Vector                                       |  |  |  |  |
| 10 | Rosa-Lynn Compagner     | Nederland | HABOVO                                       |  |  |  |  |
| 12 | Bo Mengerink            | Nederland |                                              |  |  |  |  |
| 13 | Talita van Hartskamp    | Nederland |                                              |  |  |  |  |
| 14 | Tijn Borst              | Nederland | Victron Energy                               |  |  |  |  |
| 15 | Anna Marit Sybrandi     | Nederland | Boltrics                                     |  |  |  |  |
| 16 | Ilse Bierma             | Nederland | Attaq                                        |  |  |  |  |
| 17 | Elbrich Nicolay         | Nederland | Victron Energy                               |  |  |  |  |
| 18 | Amber van der Meijden   | Nederland | KNSB Inline Selectie                         |  |  |  |  |
| 19 | Vera van Ditshuizen     | Nederland | Boltrics                                     |  |  |  |  |
| 20 | Liset Speelman          | Nederland |                                              |  |  |  |  |
| 21 | Emma Schoonhoven        | Nederland | Stehmann Sport                               |  |  |  |  |
| 22 | Nikita Fredrikze        | Nederland | Leontienhuis                                 |  |  |  |  |
| 23 | Esther Korenberg        | Nederland | Husqvarna / Praktijk Centrum Bomen           |  |  |  |  |
| 24 | Melissa Mooijman        | Nederland | Wokke Vastgoed                               |  |  |  |  |
| 25 | Corrieke Buffinga       | Nederland |                                              |  |  |  |  |
| 26 | Demi Benschop           | Nederland | Arktika                                      |  |  |  |  |
| 27 | Maaike Koelewijn        | Nederland | Fortune Coffee                               |  |  |  |  |
| 28 | Sam van der Monde       | Nederland | Gewest Friesland                             |  |  |  |  |
| 30 | Iris Schultinga         | Nederland | Speelman / Exclusief Vastgoedbeheer          |  |  |  |  |
| 32 | Anouk Cnossen           | Nederland | Gewest Friesland                             |  |  |  |  |
| 33 | Rienke Boonstra         | Nederland | Leontienhuis                                 |  |  |  |  |
| 34 | Emma Noz                | Nederland | Leontienhuis                                 |  |  |  |  |
| 35 | Fleur Veen              | Nederland | KNSB Inline Selectie                         |  |  |  |  |
| 36 | Fenna Zandstra          | Nederland | Appartementen De Lindehoeve                  |  |  |  |  |
| 38 | Lucia Kriger            | Nederland | BKB                                          |  |  |  |  |
| 39 | Donna Pronk             | Nederland | Forte D team                                 |  |  |  |  |
| 40 | Tjitske Eppinga         | Nederland | Appartementen De Lindehoeve                  |  |  |  |  |
| 41 | Thirza Koers            | Nederland | Speelman / Exclusief Vastgoedbeheer          |  |  |  |  |
| 42 | Marchien Goldhoorn      | Nederland | Tour de Boer                                 |  |  |  |  |
| 43 | Jolanda Langeland       | Nederland | Speelman / Exclusief Vastgoedbeheer          |  |  |  |  |
| 44 | Randi Dekker            | Nederland | Mijnten Schaats- Skeelersport                |  |  |  |  |
| 45 | Rianne Koot             | Nederland |                                              |  |  |  |  |
| 46 | Evelyn Jeeninga         | Nederland | Appartementen De Lindehoeve                  |  |  |  |  |
| 47 | Thirza Gorkink          | Nederland | Husqvarna / Praktijk Centrum Bomen           |  |  |  |  |
| 48 | Jitte Schuitemaker      | Nederland | Vector                                       |  |  |  |  |
| 49 | Bianca van der Meer     | Nederland |                                              |  |  |  |  |
| 50 | Aline de Jong           | Nederland | D.S.V. de Skeuvel                            |  |  |  |  |
| 51 | Mayke Vriesinga         | Nederland | Boltrics                                     |  |  |  |  |
| 52 | Renée Schipper          | Nederland | Vector                                       |  |  |  |  |
| 55 | Muriël Meijer           | Nederland | OCRE                                         |  |  |  |  |
| 56 | Lisa van Heel           | Nederland | Skadi / P&G Safety / Mark Bouman Grondwerken |  |  |  |  |
| 57 | Doke Schoonhoven        | Nederland | Arktika                                      |  |  |  |  |
| 58 | Mirjam Thomas           | Nederland | Victron Energy                               |  |  |  |  |
| 59 | Jasmin van der Terp     | Nederland | Gewest Friesland                             |  |  |  |  |
| 60 | Myrthe Drogtrop         | Nederland | Arktika                                      |  |  |  |  |
| 61 | Judith Krabbenborg      | Nederland | OCRE                                         |  |  |  |  |
| 62 | Florien Bolks           | Nederland | Drenergie / B&B Nordengoed                   |  |  |  |  |
| 63 | Demi Huiden             | Nederland | Wokke Vastgoed                               |  |  |  |  |
| 64 | Emma Veuger             | Nederland | Boltrics                                     |  |  |  |  |
| 65 | Emma Fransen            | Nederland | Vector                                       |  |  |  |  |
| 66 | Janinka van Weperen     | Nederland | Tour de Boer                                 |  |  |  |  |
| 67 | Hilde Houtzager         | Nederland |                                              |  |  |  |  |
| 68 | Madelief de Jong        | Nederland | TZN                                          |  |  |  |  |
| 69 | Emma Kole               | Nederland | Attaq                                        |  |  |  |  |
| 70 | Willemijn Deen          | Nederland | Forte D team                                 |  |  |  |  |
| 71 | Sara ter Hart           | Nederland | Attaq                                        |  |  |  |  |
| 72 | Iza Stekelenburg        | Nederland | OCRE                                         |  |  |  |  |
| 73 | Eline Stubert           | Nederland | Arktika                                      |  |  |  |  |
| 75 | Floor Besteman          | Nederland | TZN                                          |  |  |  |  |
| 77 | Sterre Kuijs            | Nederland | OCRE                                         |  |  |  |  |
| 78 | Sanne Westra            | Nederland | Victron Energy                               |  |  |  |  |
| 80 | Iris Tiben              | Nederland | Wokke Vastgoed                               |  |  |  |  |
| 81 | Sanne Veenboer          | Nederland | Skadi / P&G Safety / Mark Bouman Grondwerken |  |  |  |  |
| 82 | Britt van Wees          | Nederland | Wokke Vastgoed                               |  |  |  |  |
| 83 | Julie van der Tempel    | Nederland | Tour de Boer                                 |  |  |  |  |
| 84 | Anneke Dijkstra         | Nederland | Forte D team                                 |  |  |  |  |
| 86 | Marleen Popken          | Nederland | Tour de Boer                                 |  |  |  |  |
| 87 | Susanne Prins           | Nederland | Speelman / Exclusief Vastgoedbeheer          |  |  |  |  |
| 90 | Demi Meinten            | Nederland | Arktika                                      |  |  |  |  |
| 92 | Kalista Lamers          | Nederland | Attaq                                        |  |  |  |  |
| 96 | Tara Donoghue           | Ierland   | Leontienhuis                                 |  |  |  |  |
| 98 | Manon Gremmen           | Nederland | Husqvarna / Praktijk Centrum Bomen           |  |  |  |  |
| 99 | Wieke Roemaat           | Nederland | Husqvarna / Praktijk Centrum Bomen           |  |  |  |  |

Marathon Cup 1 · 
Marathon Cup 2 · 
Marathon Cup 3 ·
Marathon Cup 4 · 
Marathon Cup 5 · 
Marathon Cup 6 · 
Marathon Cup 7 · 
Marathon Cup 8 · 
De Vier van Noord-Holland 1 · 
De Vier van Noord-Holland 2 · 
De Vier van Noord-Holland 3 · 
De Vier van Noord-Holland 4 · 
Marathon Cup 9 · 
NK kunstijs · 
Marathon Cup 10 · 
Marathon Cup 11 · 
Marathon Cup 12 · 
Marathon Cup 13 · 
Grand Prix 1 · 
Open NK natuurijs · 
Grand Prix 2 · 
Grand Prix 3 · Marathon Cup 14 · 
Marathon Cup 15 · 
Grand Prix 4 · 
Grand Prix 5 · 
Grand Prix 6 ·  
Marathon Cup 16  · 
Klassementen: KNSB Cup ·
Jongeren · 
Ploegen ·
Grand Prix ·
Club-assistent Brabantcup ·
De Vier van Noord-Holland
Lijst van schaatsmarathonrijders 2024/2025